# Inondazione di Ognissanti
L'inondazione di Ognissanti (in olandese Allerheiligenvloed), avvenuta 1º novembre 1570, da non confondersi con quella avvenuta nello stesso giorno dell'anno 1170, interessò le zone costiere del Mare del Nord in seguito ad una mareggiata che colpì le coste degli attuali Paesi Bassi interessando anche la costa nord-orientale dell'attuale Belgio e quella nord-occidentale dell'attuale Germania. Prende il nome dalla festività di Ognissanti, celebrata nel giorno in cui avvenne l'inondazione. Questa causò la rottura di diverse dighe e la morte di circa 20 000 persone.
Numerosi villaggi furono inghiottiti dalle acque alcune isole sparirono definitivamente e la morfologia della costa subì un profondo mutamento. L'inondazione fece sentire i suoi effetti principalmente nelle zone costiere delle attuali province di Anversa, Zelanda, Frisia, Groninga nonché della Bassa Sassonia.
Questo disastro fece registrare un innalzamento delle acque del mare più elevato di quello registrato durante l'Inondazione causata dal Mare del Nord nel 1953.
Le maggiori città coinvolte furono Egmond, Bergen op Zoom e Saeftinghe. Nella Schelda Occidentale furono completamente spazzate via le piccole isole di Wulpen, Koezand, Waterdunen e Stuivezand mentre nel Mare dei Wadden fu sancita la definitiva divisione dell'isola di Monnikenlangenoog nelle due isole di Rottumeroog e Bosch.